# Liste der Kulturdenkmäler in Grünebach
In der Liste der Kulturdenkmäler in Grünebach sind alle Kulturdenkmäler der rheinland-pfälzischen Ortsgemeinde Grünebach aufgelistet. Grundlage ist die Denkmalliste des Landes Rheinland-Pfalz (Stand 4. Mai 2023).

## Einzeldenkmäler
| Bezeichnung       | Lage                                     | Baujahr                  | Beschreibung                                                                                 | Bild |
| ----------------- | ---------------------------------------- | ------------------------ | -------------------------------------------------------------------------------------------- | ---- |
| Feuerwehrhaus     | Hauptstraße 9 Lage                       | 1893                     | ehemalige Schule; Backsteinbau, bezeichnet 1893                                              | BW   |
| Wohnhaus          | Hauptstraße 39/41 Lage                   | 17. oder 18. Jahrhundert | stattliches Fachwerkhaus, verkleidet und verschiefert, wohl aus dem 17. oder 18. Jahrhundert | BW   |
| Grünebacher Hütte | nordwestlich des Ortes an der L 284 Lage |                          | erhalten u. a. ein Hochofen                                                                  | BW   |